# Bad Neuenahr-Ahrweiler
Bad Neuenahr-Ahrweiler este un oraș situat pe valea Ahrului din landul Renania-Palatinat, Germania. 